# Dorothee Häußermann
Dorothee Häußermann (geb. 1973 in Köln) ist eine deutsche Klimaschutzaktivistin und Romanautorin.

## Leben und Wirken
Häußermann studierte Literaturwissenschaften an der Philipps-Universität Marburg und war bis 2011 als Lehrerin für Deutsch und Englisch tätig. Sie wurde nach eigenen Angaben ab 2009 klimapolitisch aktiv.
Nachdem sie sich verstärkt mit dem Ausmaß der Klimakrise auseinandergesetzt und das erste Klimacamp in London 2009 erlebt hatte, kam sie zu dem Schluss, dass sich die Krise nur in breiteren Bündnissen lösen lasse. Sie wurde in der Klimagerechtigkeitsbewegung aktiv und engagierte sich bei Alle Dörfer bleiben gegen die Rodung des Hambacher Forstes. Sie trat als Sprecherin der Bewegung Ende Gelände auf und gehörte dem bundesweiten Attac-Koordinierungskreis und der bundesweiten Attac-Arbeitsgruppe Energie, Klima, Umwelt an. Häußermann hält zivilen Ungehorsam angesichts der „Dringlichkeit der Klimakrise“ für notwendig.
Sie ist Stipendiatin der Bewegungsstiftung und Kolumnistin beim Webmagazin Klimareporter. Sie empfiehlt, institutionellen Energiewende-Akteuren mit Misstrauen zu begegnen, da sie durch Wirtschaftsinteressen stark beeinflusst seien. Die bisher geplanten CO2-Einsparungen hält sie für unzureichend. Selbst wenn das Zwei-Grad-Ziel erreicht werden sollte, werde das erhebliche negative Folgen für Länder des globalen Südens haben. Zu einer wirklichen Energiewende gehöre „die Umwälzung von Machtverhältnissen“, man müsse auch über Ressourcengerechtigkeit sprechen.
Häußermann veröffentlichte zwei Romane. An einem ruhigen Ort (2011) handelt von einer Radfahrerin, die in Schottland zufällig an einem Bauernhof Halt macht. Sie entschließt sich zu bleiben, gerät dabei jedoch zwischen die Fronten der dort wohnenden Eheleute. Der Roman Wind aus Nord-Süd: Romanfetzen (2019) setzt sich mit drei unterschiedlichen Frauen auseinander, die sich der Überwindung der Klimakrise verschrieben haben. „Der Roman ist ein Mosaik aus Stimmen und Stilelementen, von Briefen und Tagebucheinträgen zu Protestmailings und Dialogen“, so die Taz.
Sie lebt in der Nähe von Bremen.

## Veröffentlichungen
- An einem ruhigen Ort. Verlagshaus Monsenstein und Vannerdat, Münster 2011, ISBN 3-86991-406-8
- Wind aus Nord-Süd: Romanfetzen. Verlag tredition, 2019, ISBN 3-7497-7288-6